# Bourride

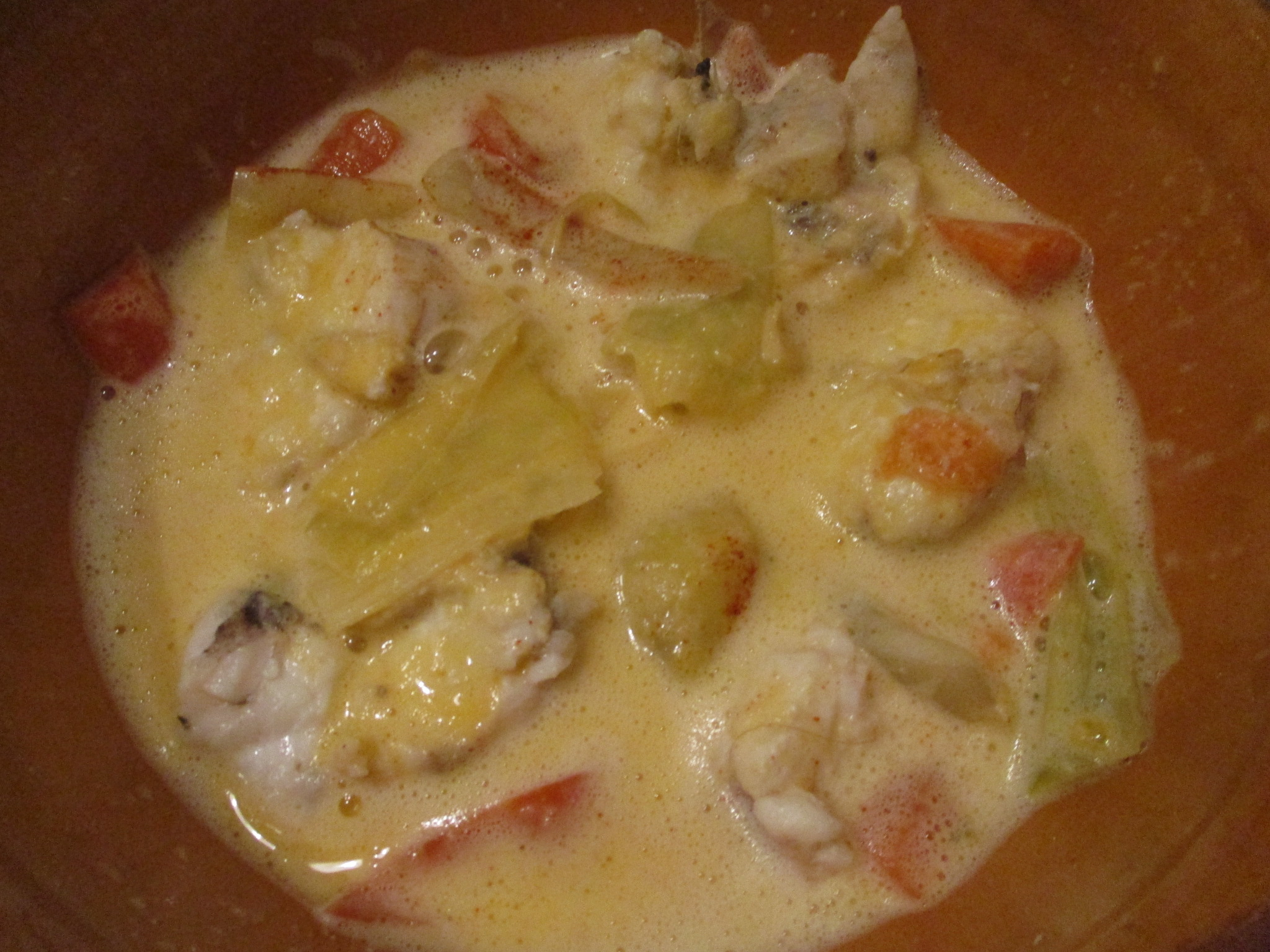
Bourride à la sétoise z miętusem

Bourride (prowans. bourrido, oksyt. borrida) – tradycyjna potrawa kuchni prowansalskiej, śródziemnomorskiej i langwedockiej, oparta na rybach, owocach morza i warzywach, w połączeniu z aioli i oliwą.
Nazwę zapożyczono z prowansalskiego bourrido (borrida w  klasycznym oksytańskim), co pochodzi od bouri/bouli (borit/bolit) – fr. bouilli – ugotowany. 
Ta pochodząca z Prowansji i Langwedocji potrawka lub zupa rybna, będąca odmianą bouillabaisse bądź zupy rybnej à la sétoise, jest szczególnie popularna na obszarze od Tulonu (Var) aż po Agde (Hérault).

## Składniki i sposób przygotowania
Podstawowymi składnikami przepisu są białe ryby lub śródziemnomorskie owoce morza (barwena, makrela, labraks, witlinek, konger, dorada, dorsz, turbot, piotrosz, żabnica) oraz pokrojone w kostkę brunoise warzywa (seler, koper włoski, por, marchew, cebula, bouquet garni) i sos aioli.

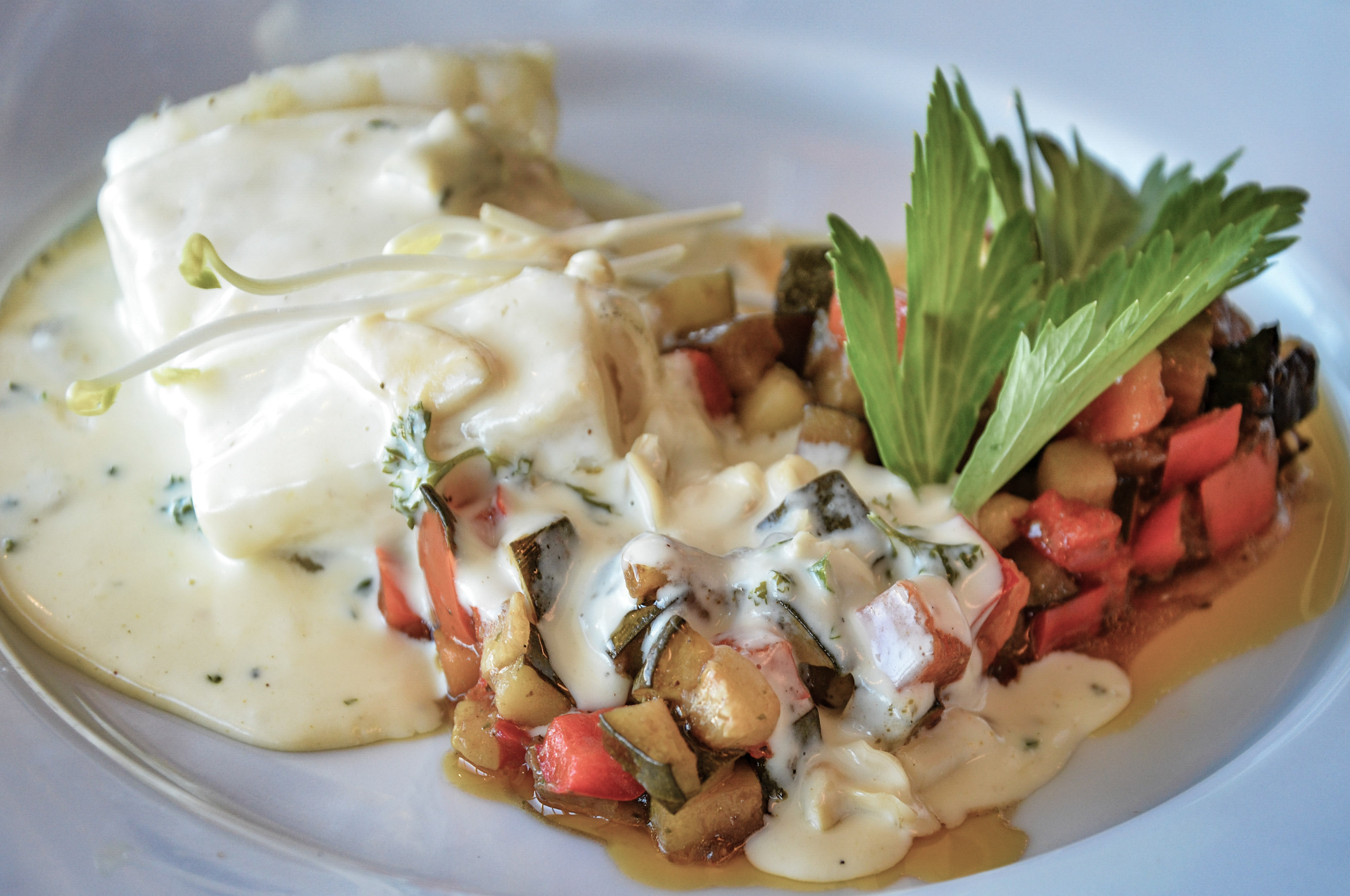
z ratatouille
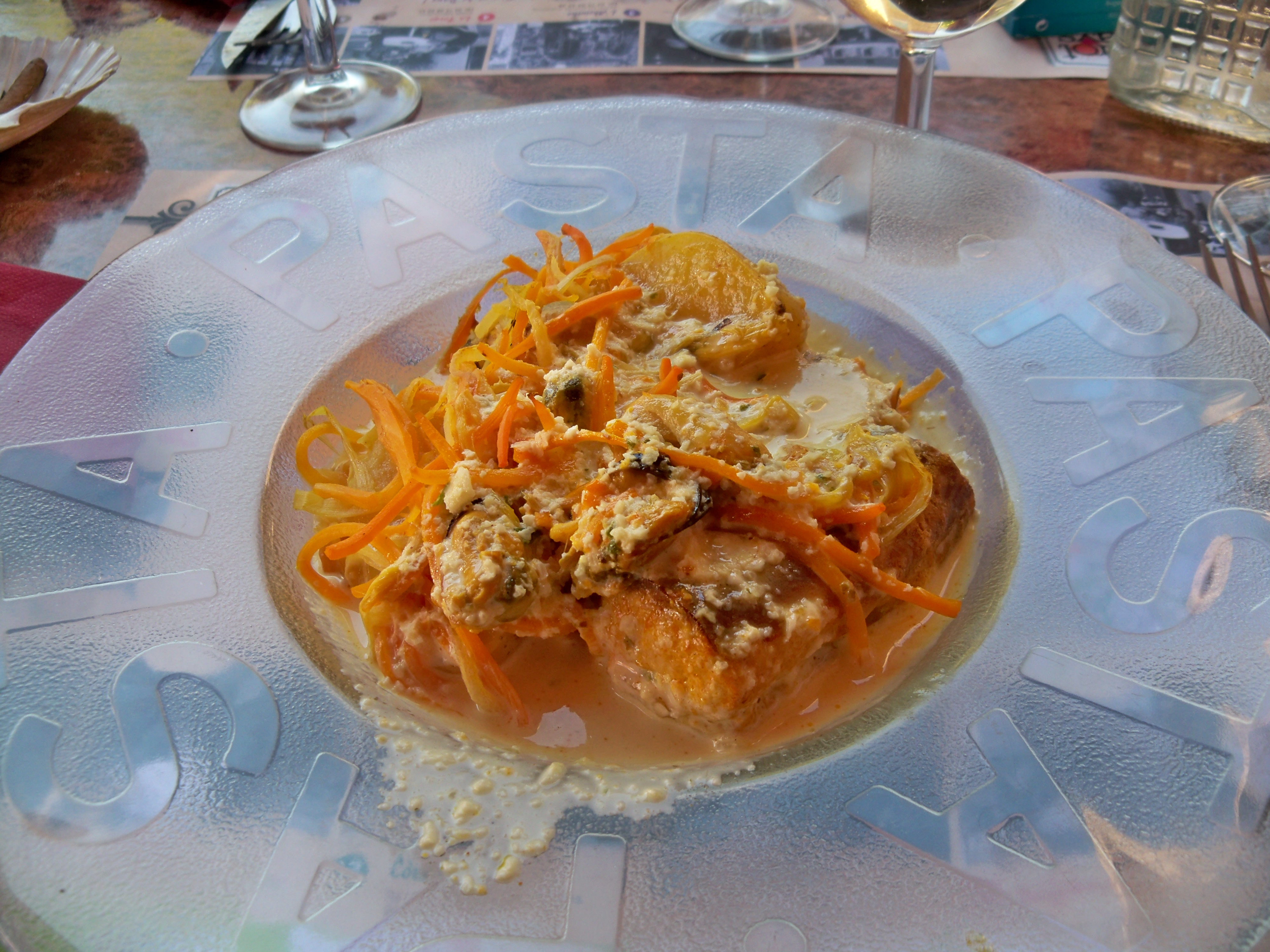
z owocami morza
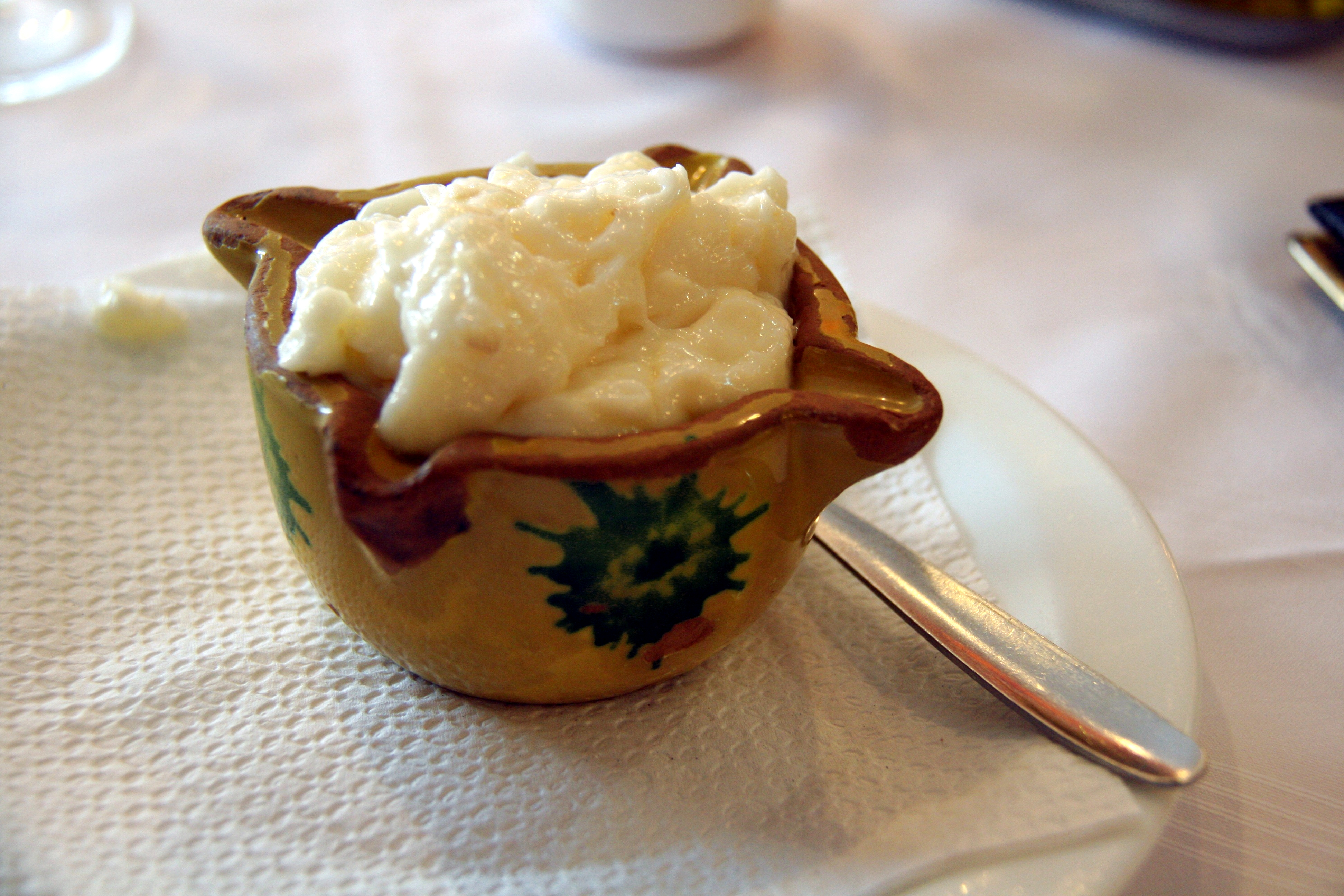
sos aioli

W zależności od wariantu przepisu rybę i warzywa gotuje się osobno lub razem, jako potrawkę. Pod koniec gotowania aioli i oliwa nabierają rybnego aromatu. Podobnie jak bouillabaisse, w zależności od gustów i lokalnych zwyczajów, rybę podaje się z dodatkowym aioli, jako potrawkę z ryżem, ziemniakami lub jako ratatouille, polane sosem z aioli i warzywami, albo też w postaci zupy rybnej. Wszystkie warianty są podawane z grzankami natartymi czosnkiem. Odmiana bourride à la sétoise jest tradycyjnie przygotowywana z miętusa.